# Джерри Сайнфелд (персонаж)
Дже́рри Са́йнфелд (англ. Jerry Seinfeld) — протагонист американского телевизионного сериала «Сайнфелд». Роль исполнил один из создателей сериала Джерри Сайнфелд, который играл полувымышленную версию самого себя, и в честь которого был назван персонаж и сериал. Как и реальный Сайнфелд, Джерри является успешным стендап комиком. Он бывший парень Элейн Бенес, сосед Космо Крамера, школьный товарищ Джорджа Костанзы, с которыми Сайнфелд поддерживает дружеские отношения. Джерри — комик который сталкивается с повседневными ситуациями, часто абсурдными и смешными. Он известен своим острым наблюдением за мелочами жизни, является серьёзным человеком.
Джерри единственный персонаж, который появляется во всех 180 эпизодах сериала, Сайнфелд повторял эту роль в сериале «Умерь свой энтузиазм» и шоу «Комики за рулём в поисках кофе».
В 1994 году за исполнение этой роли Джерри Сайнфелд был удостоен премии «Золотой глобус» за лучшую мужскую роль в телевизионном сериале — комедия или мюзикл.